# Ramón Farré Gassó
Ramón Farré Gassó (1907-1978) fue un político y guerrillero español.

## Biografía
Nació en Lérida en 1907. Tallista de profesión, en su juventud fue activista sindical; se afilió al Partido Socialista Unificado de Cataluña (PSUC) en 1936. Tras el estallido de la Guerra civil pasó a formar parte del comisariado político del Ejército Popular de la República, ejerciendo como comisario del XXII Cuerpo de Ejército. En calidad de tal, durante la batalla de Teruel fue el encargado de negociar con el coronel Domingo Rey d'Harcourt la rendición de la guarnición franquista.
Al final de la contienda, con la derrota republicana, hubo de marchar al exilio. Se instaló en la Unión Soviética. Allí cursaría estudios en una escuela política Planérnaya, trabajando posteriormente como tallista. Contrajo matrimonio con la profesora Amelia Gómez García. Falleció en Moscú el 4 de agosto de 1978.